# Amiens SC
Amiens Sporting Club (normalt bare kendt som Amiens SC) er en fransk fodboldklub fra Amiens i Picardie-regionen. Klubben spiller i Ligue 2, og har tidligere kun to år, mellem 1941 og 1943, spillet i den bedste liga, Ligue 1. Klubben blev stiftet i 1901 og spiller sine hjemmekampe på Stade de la Licorne. Dens største bedrift kom i 2001, hvor holdet nåede frem til finalen i pokalturneringen Coupe de France. Kampen blev dog tabt efter straffesparkskonkurrence til RC Strasbourg.

## Titler
- Ingen

## Kendte spillere
- David De Freitas
- Medhi Leroy
- Titi Camara

## Danske spillere
- Ingen